# UFC 311
UFC 311: Makhachev vs. Moicano è stato un evento di arti marziali miste tenuto dalla Ultimate Fighting Championship il 18 gennaio 2025 all'Intuit Dome di Inglewood, negli Stati Uniti.

## Risultati
|                                        | Divisione            |                       |                 |                       | Metodo                                  | Round           | Tempo           | Premio          |
| Card Principale                        | Card Principale      | Card Principale       | Card Principale | Card Principale       | Card Principale                         | Card Principale | Card Principale | Card Principale |
| -------------------------------------- | -------------------- | --------------------- | --------------- | --------------------- | --------------------------------------- | --------------- | --------------- | --------------- |
| Sfida valida per il titolo di campione | Pesi leggeri         | Islam Makhachev (c)   | batte           | Renato Moicano        | Sottomissione (brabo choke)             | 1               | 4:05            |                 |
| Sfida valida per il titolo di campione | Pesi gallo           | Merab Dvalishvili (c) | batte           | Umar Nurmagomedov     | Decisione unanime (48–47, 48–47, 49–46) | 5               | 5:00            | FOTN            |
|                                        | Pesi mediomassimi    | Jiří Procházka        | batte           | Jamahall Hill         | KO tecnico (pugni)                      | 3               | 3:01            | POTN            |
|                                        | Pesi massimi         | Jailton Almeida       | batte           | Serghei Spivac        | KO tecnico (pugni)                      | 1               | 4:53            | POTN            |
|                                        | Pesi medi            | Reinier de Ridder     | batte           | Kevin Holland         | Sottomissione (rear-naked choke)        | 1               | 3:31            |                 |
| Card Preliminare                       |                      |                       |                 |                       |                                         |                 |                 |                 |
|                                        | Pesi gallo           | Raoni Barcelos        | batte           | Payton Talbott        | Decisione unanime (30–27, 30–27, 30–26) | 3               | 5:00            |                 |
|                                        | Pesi medi            | Azamat Bekoev         | batte           | Zachary Reese         | KO (pugni)                              | 1               | 3:04            |                 |
|                                        | Pesi mediomassimi    | Bogdan Guskov         | batte           | Billy Elekana         | Sottomissione (rear-naked choke)        | 2               | 3:33            |                 |
|                                        | Pesi leggeri         | Grant Dawson          | batte           | Carlos Diego Ferreira | Decisione unanime (30–27, 30–27, 30–27) | 3               | 5:00            |                 |
|                                        | Pesi gallo femminili | Ailín Pérez           | batte           | Karol Rosa            | Decisione unanime (29–28, 29–28, 30–27) | 3               | 5:00            |                 |
|                                        | Pesi gallo           | Muin Gafurov          | batte           | Rinya Nakamura        | Decisione unanime (30–27, 30–27, 30–27) | 3               | 5:00            |                 |
|                                        | Pesi gallo           | Bernardo Sopaj        | batte           | Ricky Turcios         | Decisione unanime (30–27, 30–27, 29–28) | 3               | 5:00            |                 |
|                                        | Pesi mosca           | Tagir Ulanbekov       | batte           | Clayton Carpenter     | Decisione unanime (30–27, 30–27, 29–28) | 3               | 5:00            |                 |

## Premi
I lottatori premiati ricevettero un bonus di 50.000 dollari.
Legenda:
- FOTN: Fight of the Night (vengono premiati entrambi gli atleti per il miglior incontro dell'evento)
- POTN: Performance of the Night (viene premiato il vincitore per la migliore performance dell'evento)